# Bruno Gagliasso
Bruno Gagliasso Marques, né le 13 avril 1982 à Rio de Janeiro, est un acteur brésilien.
Il est marié avec l'actrice et mannequin Giovanna Ewbank depuis 2010.

## Filmographie

### Télévision
- 2001 : As Filhas da Mãe : José Rocha
- 2002 : Desejos de Mulher : Saulo (2 épisodes)
- 2002 : Sítio do Picapau Amarelo : Romeu (2 épisodes)
- 2003 : A Casa das Sete Mulheres : Caetano (mini-série)
- 2003-2004 : Celebridade : Inácio Amorim
- 2005 : América : Júnior
- 2006 : Sinhá Moça : Ricardo
- 2007 : Paraíso Tropical : Ivan
- 2008 : Ciranda de Pedra : Eduardo Ribeiro
- 2009 : Caminho das Índias : Tarso Cadore
- 2010-2011 : Passione : Berilo Rondelli
- 2011 : Cordel Encantado : Timotéo Cabral
- 2013-2014 : Joia Rara : Franz Hauser
- 2014 : Dupla Identidade : Eduardo Borges / Brian Borges
- 2015 : Babilônia : Murilo
- 2016-2017 : Sol Nascente : Mario
- 2017 : Cidade Proibida : Samarone (1 épisode)
- 2018 : O Sétimo Guardião : Gabriel Marsalla